# Can Nei
Can Nei, o Casa Volnei Comas, és una casa del segle xviii del municipi de Pont de Molins (Alt Empordà) protegida com a bé cultural d'interès local.

## Descripció
Està situada en la plaça de la Constitució del nucli urbà de Molins, en el terme de Pont de Molins. És un edifici cantoner de planta rectangular, amb la coberta de teula de dues vessants i distribuït en planta baixa i dos pisos. La façana principal, orientada a la plaça, està en força mal estat de conservació i ha patit diverses transformacions. Presenta a la planta baixa dos portals d'accés d'arc rebaixat, un d'ells tapiat, amb els emmarcaments arrebossats. Les obertures dels pisos superiors són totes rectangulars i amb els emmarcaments arrebossats, exceptuant les finestres superiors dels laterals de la façana, també d'arc rebaixat. Damunt dels portals hi ha un llarg balcó corregut amb la barana de ferro força degradada. El cos central del parament presenta un coronament ondulant amb un medalló gravat al mig. L'edifici presenta un cos adossat a llevant d'una sola planta, amb un cobert de nova planta a la part superior. L'interior està format per cinc crugies perpendiculars a la façana principal, construïdes per fases successives. A planta baixa hi ha voltes de maó de pla, mentre que als pisos superiors són de cairats de fusta a diferents nivells. La primera crugia de l'esquerra, que presenta una alçada doble, estava destinada al trull.
La construcció conserva restes del revestiment arrebossat, tot i que està bastida amb còdols i pedra desbastada lligada amb morter.

## Història
Les cases conservades a Molins de Dalt, es poden datar majoritàriament entre els segles xvii i xviii, tot i que és molt probable que haguessin estat construïdes sobre antigues edificacions medievals. En el cas de Can Nei és una construcció del segle xviii tot i que la façana data de finals del segle xix.